# Савиньи, Кретьен де
Кретьен де Савиньи (фр. Chrétien de Savigny; ок. 1550, Рон (ныне Реваль в Бар-ле-Дюке) — 2 августа 1596, под Хюлстом), сеньор де Рон (Rosnes) — военачальник эпохи Религиозных войн, маршал Католической лиги и испанский генерал.

## Биография
Богатый сеньор, принадлежавший к дому Савиньи, старинной лотарингской рыцарской семье, ветви дома Парруа, отделившейся в XIV веке и сохранившей в своем гербе трех львов. Сын Жана де Савиньи, сеньора де Рон-ан-Барруа, великого конюшего Лотарингии, бальи Нанси, и Жанны д’Оссонвиль, дамы д’Эссе-ле-Нанси, части Тоннуа и, без сомнения, Тюркештайна. Родился, вероятно, около 1550 года (между 1547 и 1552), поскольку его родители вступили в брак 18 декабря 1546, а самому ему, по мнению биографа, к 1572 году должно было быть не менее двадцати лет.
От отца унаследовал сеньорию Рон, от матери сеньорию Эссе и баронии Тюркештайн и Тоннуа, по праву жены был виконтом Эстожским.
По словам де Ту, он был «коварным, лживым, бестолковым предателем, хранившим верность только ради своих интересов, пренебрегавший собственными делами, расточавший имущество других». Роялисты прозвали его «змеем Лиги». Биограф XX века считает его изворотливым, переменчивым интриганом и скорее лживым, чем злобным и жестоким. Его пороки компенсировались большими военными талантами, так как по словам того же де Ту «даже по мнению испанцев он был самым ловким человеком своего времени по части устройства лагерей и осад».
Воспитанный и женившийся во Франции, сеньор де Рон поступил на службу к герцогу Алансонскому, у которого был камергером с жалованием в 600 ливров в год и губернатором в его герцогствах и графствах Шато-Тьерри, Мо, Провен, Сезан, Эперне и Монсо. По-видимому, он участвовал в военных действиях во Франции; сопровождал принца в Нидерландах, но чем там занимался, неизвестно.
Около 1578 года получил от герцога 10 тысяч экю для найма в Германии 1500 рейтар, но, проезжая через Лотарингию, все деньги проиграл, после чего прибыл на войну с тридцатью людьми. В 1580 году вместе с двумя другими лидерами лотарингских католиков сеньором де Панжем и Кристофом де Бассомпьером был послан к пфальцграфу Казимиру и участвовал в ассамблее в Нанси, где договаривались о создании общей лиги католиков и протестантов против короля.
Одновременно был приближенным герцога де Гиза, в интересах которого пытался действовать в 1577 году в Шалоне, а через три года на стороне Меченого выступил против герцога Анжуйского, приняв участие в заговоре, организованном во время новой конференции в Нанси. Обстоятельства этого комплота неясны, «но тогда почти все сеньоры более или менее были замешаны в заговорах против короля и его семьи», что не мешало Рону сохранять свое положение при дворе, во всяком случае, до смерти герцога Анжуйского. В этот период он вступил в конфликт с графами Ла-Рошпо и Ларошгийоном, дамуазо де Коммерси, которые в результате оказались «в немилости при дворе» и были вынуждены бежать из королевства.
Сеньор де Рон также был лейтенантом кирасир герцога Анжуйского, королевским советником и капитаном ордонансовой роты из пятидесяти тяжеловооруженных всадников. После смерти Франсуа Анжуйского в 1584 году перешел на службу герцога Лотарингского, став, вместе с Панжем и Бассомпьером «одним из столпов и основателей Лиги в Лотарингии». На второй ассамблее в Нанси в сентябре 1584 эти господа добились присоединения герцога Карла III к лиге, созданной для борьбы с Генрихом III и Генрихом Наваррским.
24 декабря 1584 герцог уступил Рону все права, какие мог иметь на Рон, Вавенкур и Серне, в том числе высшую юстицию, взамен получая 12 тысяч франков ренты с трех этих деревень. После смерти Панжа в 1587 году Рон и Бассомпьер, возглавивший финансы Лотарингии, были кредиторами Карла III. Проиграв 8 апреля 1585 в Шалоне Шомбергу, Гизу и Бассомпьеру в приму 2200 экю, герцог Лотарингский приказал Рону доставить деньги.
Савиньи интриговал в Шампани в пользу Карла III, при этом продолжая поддерживать Гиза, который назначил его своим наместником и губернатором в Шалоне. Луи Морери полагает, что сеньор де Рон был королевским наместником в Шампани. При проходе протестантских частей через Лотарингию в 1587 году Рон помогал Гизу в организации обороны герцогства. Карл III в знак признания военных заслуг Савиньи, 9 июля пожаловал ему 5163 франка, а 6 октября, после ухода неприятельских частей, назначил кампмейстером десяти рот шеволежеров и других отрядов, которые были набраны, а также произвел в кампмаршалы своей армии.
На лотарингской службе сеньор де Рон стоял во главе албанских, итальянских, немецких, валлонских, льежских и лотарингских отрядов, которые в конце 1587 года повел в Монбельярское графство, где пытался смягчить жестокость приказов командующего оккупационной армией маркиза дю Пона. Весной следующего года ему были поручены военные действия в Буйонском княжестве. С 700—800 кавалеристами он опустошил область Седана, блокировал этот город и обложил Жамец, важную протестантскую крепость, угрожавшую герцогскому Барруа на северо-западе. Чтобы помешать седанцам прийти на помощь осажденным, занял Донзи на юго-востоке от Седана, но один из его лейтенантов был разбит 13 и 19 апреля, и осада затянулась. С этого времени Рон преимущественно ориентировался на Гизов и Филиппа II.
24 мая 1588 с частью лотарингской кавалерии, немецкими и албанскими ротами отправился, «чтобы найти герцога де Гиза после дня баррикад». Со своими кавалеристами он взял Шато-Тьерри и осадил Мелён; Генрих III добился отзыва этих частей обратно в Лотарингию только в июле, при этом Савиньи остался в Шампани.
После того, как король 22 декабря 1588 приказал убить герцога де Гиза на Штатах в Блуа, герцог де Майен известил Рона о произошедшем, но Генрих III предписал шалонцам изгнать наместника Гизов. Жители повиновались и выставили Савиньи из города «как лотарингца и худшего из французов, участников Лиги». Тот отправился в Сен-Дизье, неудачно пытался отвоевать Шалон и 21 января 1589 вместе с другим лотарингцем Антуаном де Сен-Полем был назначен Майеном в качестве наместника наблюдать за безопасностью Шампани в период пленения юного герцога де Гиза. 17 февраля стал членом генерального совета Союза, с несколькими представителями духовенства, членами парламента и дворянами.
Обыкновенно возглавлял авангард Майена, в битве при Иври командовал его легкой кавалерией, но был разбит. Кажется, попал в плен в бою под Ивето 30 апреля 1592. Военные неудачи не поколебали доверия герцога Майенского, и, согласно Пьеру де Л’Этуалю, 7 декабря того же года тот назначил Рона маршалом Франции и губернатором Иль-де-Франса, несмотря на оппозицию парламента, и послал его за подкреплениями в Нидерланды. Не позднее 1591 года Рон всецело стал на сторону Испании, близко сдружился с герцогом Пармским и пытался привлечь на испанскую службу Бассомпьера и других предводителей. Сам он оставался в фаворе при Мансфельде, Фуэнтесе и эрцгерцоге Альбрехте, на стороне которых воевал против Генриха IV.
Приняв командование пехотой, Фуэнтес в 1594 году доверил Рону, как «лучшему капитану партии», временно исполнять обязанности генерал-кампмейстера кавалерии (должность принадлежала Мансфельду, в то время занятому в своем Люксембургском губернаторстве) и они победили французов в бою при осаде Дуллана в Пикардии 24 июля 1595. В кампанию того года Рон заставил сдаться Ам, руководил осадой Ле-Катле и служил при осаде Камбре, а в апреле следующего года под командованием Альбрехта Австрийского участвовал в осаде Кале и овладел его предместьями, что стало последней победой военачальника. 2 августа 1596 сеньор де Рон, переброшенный на голландский фронт, был убит пушечным ядром при осаде Хюлста в области Вас.
Испанцы весьма сожалели об этой потере. Эрцгерцог распорядился устроить в Брюсселе пышное погребение, пожаловал вдове 4000 золотых экю пенсиона и ещё 30 тысяч на уплату долгов.
По мнению современного биографа, Филипп II, обладавший похожим характером, был добровольно выбран Роном в качестве суверена, ибо ему одному он до конца сохранял верность. Его единственного среди маршалов Лиги ни разу не упоминает секретарь Пинар в своей «Хронологии», возможно по причине того, что Рон так и не вернулся на французскую службу, став предателем и одним из главных «лигеров в изгнании».

Таков был Кретьен де Савиньи, сьёр де Рон. В эпоху, когда лотарингцы считались «иностранцами» и столь открыто враждебными Франции, его, очевидно, нельзя упрекать за вступление в Лигу, но позволительно сожалеть, что он был лотарингцем не больше, чем французом, побывав в разное время и тем, и другим, и подозревать, что в конце он из выгоды стал испанцем. Как кажется, Рон последовательно предал все партии, повинуясь капризу или своим амбициям, однако, при этом целиком не покинул ни одну, никогда он не был работником одного дела, солдатом единственного знамени, и именно поэтому, несмотря на возможность сыграть большую роль, он остался персонажем второго плана. Политические качества и военные таланты позволили бы ему стать замечательным дипломатом или превосходным тактиком, но он преуспел только как авантюрист. Во всяком случае, несмотря на низкие моральные качества, роль, сыгранная им в истории Лиги во Франции и Лотарингии, кажется нам достойной того, чтобы извлечь его из забвения.— Davillé L. Chrétien de Savigny, sieur de Rosnes (1550?-1596), p. XXX

## Семья
Жена (24.04.1572, Шалон-сюр-Марн): Антуанетта д’Англюр, дама д’Эстож, единственная дочь и наследница Жака д’Англюра, виконта Эстожского, губернатора Осера, и Ванделины де Нисе. Дети от этого брака актами Жака д’Англюра от 25 и 27 августа 1574 получили право носить имя Англюров (Англюр де Савиньи или Савиньи д’Англюр)
Дети:
- Шарль-Саладен д’Англюр де Савиньи (ок. 1573 — ранее 1617), виконт д’Эстож, барон де Рон, великий сенешаль Лотарингии. Жена (23.02.1602): Мари Бабу (ок. 1584 — после 1617), придворная дама королевы, дочь Жоржа Бабу, сеньора де Лабурдезьера, графа де Сагона, и Мари-Мадлен дю Белле, принцессы Ивето
- Никола (ум. 1603), барон де Рон, убит при осаде Остенде
- Бланш (ум. 1595), умерла во время осады Камбре, будучи помолвленной с графом де Бюкуа
- Антуанетта. Муж 1) (1603): Жан де Монсо, сеньор де Тиньонвиль; 2) (7.10.1611): Ланселот де Латай, сеньор де Бондаруа, Фаронвиль, Комбрё и Амблевиль
- Анна, монахиня в Монселе, близ Пон-Сен-Мексанса
- Антуан (ум. 1581)
- Габриель (ум. 1581)